# Liste des gouverneurs de l'Indiana
Le gouverneur de l'Indiana (en anglais : Governor of Indiana)  est le chef de la branche exécutive du gouvernement de l'État américain de l'Indiana depuis 1816.

## Histoire
Pendant la période d'administration territoriale, l'Indiana eut deux gouverneurs nommés par le président des États-Unis. Depuis son érection au statut d'État en 1816, il compte 49 gouverneurs, pour 51 mandats distincts ; Isaac P. Gray et Henry F. Schricker sont les seuls gouverneurs à avoir servi des mandats non consécutifs. Quatre gouverneurs ont servi deux mandats de quatre ans ; le gouverneur territorial William Henry Harrison a servi pendant plus de 12 ans. Le gouverneur le plus court est Henry Smith Lane, qui a servi deux jours avant de démissionner pour devenir un sénateur américain. Le gouverneur actuel est Mike Braun, qui a pris ses fonctions le 13 janvier 2025.

## Système électoral
Le gouverneur de l'Indiana est élu pour un mandat de quatre ans au scrutin uninominal majoritaire à un tour.

## Pouvoirs
La Constitution originale de l’Indiana de 1816 prévoyait l’élection d’un gouverneur et d’un lieutenant-gouverneur tous les trois ans, limitée à six ans sur une période de neuf ans. La deuxième et actuelle constitution de 1851 a prolongé les mandats à quatre ans et fixé le début du mandat du gouverneur le deuxième lundi de janvier suivant l’élection.  Les gouverneurs ont été autorisés à servir pendant quatre ans sur n'importe quelle période de huit ans, mais une modification de 1972 a permis aux gouverneurs de servir pendant huit ans sur n'importe quelle période de douze ans. Si le poste de gouverneur devient vacant, le lieutenant-gouverneur devient gouverneur. Si l'office de lieutenant-gouverneur est vacant, c'est le président pro tempore du Sénat de l'Indiana qui devient gouverneur ;  cela s’est produit une fois, quand James B. Ray a succédé à William Hendricks.

## Liste

### État
| No | Nom                   | Début de mandat | Fin de mandat | Affiliation politique | Affiliation politique |
| -- | --------------------- | --------------- | ------------- | --------------------- | --------------------- |
| 1  | Jonathan Jennings     | 1816            | 1822          |                       | Républicain-démocrate |
| 2  | Ratliff Boon          | 1822            | 1822          |                       | Républicain-démocrate |
| 3  | William Hendricks     | 1822            | 1825          |                       | Républicain-démocrate |
| 4  | James B. Ray          | 1825            | 1831          |                       | Indépendant           |
| 5  | Noah Noble            | 1831            | 1837          |                       | Whig                  |
| 6  | David Wallace         | 1837            | 1840          |                       | Whig                  |
| 7  | Samuel Bigger         | 1840            | 1843          |                       | Whig                  |
| 8  | James Whitcomb        | 1843            | 1848          |                       | Démocrate             |
| 9  | Paris C. Dunning      | 1848            | 1849          |                       | Démocrate             |
| 10 | Joseph A. Wright      | 1849            | 1857          |                       | Démocrate             |
| 11 | Ashbel P. Willard     | 1857            | 1860          |                       | Démocrate             |
| 12 | Abram A. Hammond      | 1860            | 1861          |                       | Démocrate             |
| 13 | Henry Smith Lane      | 1861            | 1861          |                       | Républicain           |
| 14 | Oliver P. Morton      | 1861            | 1867          |                       | Républicain           |
| 15 | Conrad Baker          | 1867            | 1873          |                       | Républicain           |
| 16 | Thomas Hendricks      | 1873            | 1877          |                       | Démocrate             |
| 17 | James D. Williams     | 1877            | 1880          |                       | Démocrate             |
| 18 | Isaac P. Gray         | 1880            | 1881          |                       | Démocrate             |
| 19 | Albert G. Porter      | 1881            | 1885          |                       | Républicain           |
| 20 | Isaac P. Gray         | 1885            | 1889          |                       | Démocrate             |
| 21 | Alvin P. Hovey        | 1889            | 1891          |                       | Républicain           |
| 22 | Ira Joy Chase         | 1891            | 1893          |                       | Républicain           |
| 23 | Claude Matthews       | 1893            | 1897          |                       | Démocrate             |
| 24 | James A. Mount        | 1897            | 1901          |                       | Républicain           |
| 25 | Winfield T. Durbin    | 1901            | 1905          |                       | Républicain           |
| 26 | J. Frank Hanly        | 1905            | 1909          |                       | Républicain           |
| 27 | Thomas R. Marshall    | 1909            | 1913          |                       | Démocrate             |
| 28 | Samuel M. Ralston     | 1913            | 1917          |                       | Démocrate             |
| 29 | James P. Goodrich     | 1917            | 1921          |                       | Républicain           |
| 30 | Warren T. McCray      | 1921            | 1924          |                       | Républicain           |
| 31 | Emmett Forrest Branch | 1924            | 1925          |                       | Républicain           |
| 32 | Ed Jackson            | 1925            | 1929          |                       | Républicain           |
| 33 | Harry G. Leslie       | 1929            | 1933          |                       | Républicain           |
| 34 | Paul V. McNutt        | 1933            | 1937          |                       | Démocrate             |
| 35 | M. Clifford Townsend  | 1937            | 1941          |                       | Démocrate             |
| 36 | Henry F. Schricker    | 1941            | 1945          |                       | Démocrate             |
| 37 | Ralph F. Gates        | 1945            | 1949          |                       | Républicain           |
| 38 | Henry F. Schricker    | 1949            | 1953          |                       | Démocrate             |
| 39 | George N. Craig       | 1953            | 1957          |                       | Républicain           |
| 40 | Harold W. Handley     | 1957            | 1961          |                       | Républicain           |
| 41 | Matthew E. Welsh      | 1961            | 1965          |                       | Démocrate             |
| 42 | Roger D. Branigin     | 1965            | 1969          |                       | Démocrate             |
| 43 | Edgar D. Whitcomb     | 1969            | 1973          |                       | Républicain           |
| 44 | Otis Bowen            | 1973            | 1981          |                       | Républicain           |
| 45 | Robert D. Orr         | 1981            | 1989          |                       | Républicain           |
| 46 | Evan Bayh             | 1989            | 1997          |                       | Démocrate             |
| 47 | Frank O'Bannon        | 1997            | 2003          |                       | Démocrate             |
| 48 | Joe Kernan            | 2003            | 2005          |                       | Démocrate             |
| 49 | Mitch Daniels         | 2005            | 2013          |                       | Républicain           |
| 50 | Mike Pence            | 2013            | 2017          |                       | Républicain           |
| 51 | Eric Holcomb          | 2017            | 2025          |                       | Républicain           |
| 52 | Mike Braun            | 2025            | en fonction   |                       | Républicain           |

## Source
- (en) Cet article est partiellement ou en totalité issu de l’article de Wikipédia en anglais intitulé « List of governors of Indiana » (voir la liste des auteurs).